# Micropeza corrigiolata
Micropeza corrigiolata ist ein Zweiflügler aus der Familie der Stelzenfliegen (Micropezidae).

## Merkmale
Die Fliegen sind 4,5 bis 5 Millimeter lang. Sie haben einen länglichen Kopf, auch ihr Hinterleib ist lang und schlank. Der Thorax und der Hinterleib sind schwarz, wie auch die Fühler. Die Tergite tragen jeweils einen schmalen, gelben Hinterrand. 

## Vorkommen und Lebensweise
Die Tiere sind in West- und Mitteleuropa verbreitet. Man findet sie auf Stauden und Büschen.

## Belege
- Joachim Haupt, Hiroko Haupt: Fliegen und Mücken. Beobachtung, Lebensweise. 1. Auflage. Naturbuch-Verlag, Jena / Stuttgart 1995, ISBN 3-89440-278-4.